# Момо (роман)

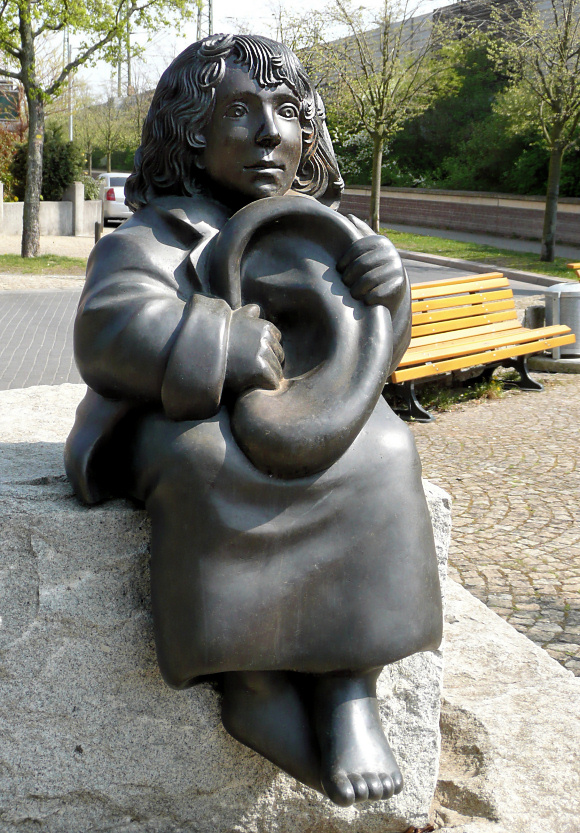
Скульптура Момо в Ганновері на площі Міхаеля Енде

Момо, або дивна історія про Крадіїв Часу, та про Дівчинку, яка повернула людям вкрадений час (нім. Momo oder Die seltsame Geschichte von den Zeit-Dieben und von dem Kind, das den Menschen die gestohlene Zeit zurückbrachte) — фентезійний дитячий роман німецького письменника Міхаеля Енде. Перше видання книги вийшло друком у 1973 році у видавництві «Thienemann Verlag». У книзі на фоні фантастичного сюжету — викраденням особистого часу в людей істотами, названими Сірими Панами — відстоюється необхідність збереження загальнолюдських цінностей, доброти та співчуття до оточення.

## Сюжет
В одному з великих міст півдня Європи місцеві мешканці виявляють дівчинку віком 9—12 років, яка живе в руїнах старого амфітеатру, яку звати Момо. Поступово мешканці міста виявляють, що дівчинка має дар вислуховувати людей, що дає їй можливість припиняти сварки між людьми, урізноманітнювати дитячі ігри, робити людей впевненішими в собі. Поступово до неї почали тягнутися діти зі всієї округи, та й дорослі також почали часто її відвідувати. Серед усіх сусідів найкращими її друзями стали підмітальник вулиць Беппо та самоназваний гід Джигі.
Проте за деякий час у місті з'явились загадкові істоти, яких назвали Сірими Панами, які закликали людей економити їх час та здавати його на зберігання до Ощадкас Часу, а насправді вони просто забирали в людей час на власні потреби, не повертаючи його людям. Унаслідок цього люди ставали дратівливими, у них зовсім не залишилось часу на старих батьків та дітей, і вони думали лише про збагачення. Першими це помітили діти, які разом із Момо розпочали боротися зі змінами в дорослих, проте усі способи привернути увагу дорослих виявились марними. Один із Сірих Панів підходить до Момо та, намагаючись перетягнути її на бік крадіїв часу, ненароком виказує дівчинці план дій Сірих Панів. Дізнавшись про ці плани, дівчинка пробує за допомогою своїх старших друзів діяти, проте її спроби блокують крадії часу та роблять спробу її викрасти. Проте дівчинка за допомогою чарівної черепахи на ім'я Клеопатра, яка раптово з'явилась біля неї, зуміла втекти від переслідувачів та потрапляє у невідомий та таємничий район міста, де в чарівному будинку живе Майстер Секундус Мінутус Гора, який видає час усім людям, та фактично є зберігачем усього часу. Як давач часу в нього в будинку є Квіти-Години, розцвітання яких випромінює час. Відпочинок у будинку Майстра Гора, який тривав для дівчинки недовго, виявився розтягнутим на рік. Момо вирішує повернутися в місто, щоб допомогти людям, а Клеопатра йде за нею. У місті дівчинка виявляє, що практично всі її дорослі знайомі та друзі обплутані тенетами Сірих Панів та займаються лише збагаченням. Дітей Сірі Пани також зуміли поставити під свій контроль, і вони тепер переважно грають в ігри, в яких вони уявляють себе перфокартами. Проте Момо не припиняє боротьбу, і в результаті Сірі Пани вирішують її схопити, та за допомогою черепахи дівчинці вдається втекти, проте Сірі Пани беруть в облогу дім Майстра Секундуса Мінутуса Гора та висувають йому умову передати зловмисникам час усіх людей. Майстер вирішує зупинити час на землі, а для того, щоб дівчинка зуміла перемогти крадіїв часу та могла рухатися, він дає їй Квітку-Годину, яка випромінює час, тому для Момо час на Землі не зупинився. Момо виходить з будинку, дорогою бачить, що все життя в місті зупинилось, та йде у вказане Майстром місце в місті, де Сірі Пани зберігають вкрадений час. Під час руху вона помічає, як тануть сили крадіїв часу, які розчиняються в повітрі. У будинку зберігання часу Момо проникає у приміщення, де зберігаються Квіти-Години Сірих Панів, для яких вхід до приміщення виявляється заблокованим, та випускає весь час до людей. Надалі дівчинка бачить, як оживає життя в місті, а за короткий час до неї повертаються усі друзі.

## Переклади
У 1985 році роман перекладений українською мовою, та вийшов друком у видавництві «Веселка».

## Екранізації
У 1986 році за мотивами роману знятий спільний німецько-італійський фільм «Момо». У 2001 році за мотивами роману знятий спільний німецько-італійський анімаційний фільм «Момо».